# Kanton Saint-Sauveur-en-Puisaye
Kanton Saint-Sauveur-en-Puisaye is een voormalig kanton van het Franse departement Yonne. Het kanton maakte deel uit van het arrondissement Auxerre. 
Het werd opgeheven bij decreet van 13 februari 2014 met uitwerking op 22 maart 2015.
Alle gemeenten werden opgenomen in het dan nieuw gevormde kanton Vincelles.

## Gemeenten
Het kanton Saint-Sauveur-en-Puisaye omvatte de volgende gemeenten:
- Fontenoy
- Lainsecq
- Moutiers-en-Puisaye
- Sainpuits
- Sainte-Colombe-sur-Loing
- Saints-en-Puisaye
- Saint-Sauveur-en-Puisaye (hoofdplaats)
- Sougères-en-Puisaye
- Thury
- Treigny